# Distretto di Teleghma
Il distretto di Teleghma è un distretto della Provincia di Mila, in Algeria.

## Comuni
Il distretto di Teleghma comprende 3 comuni:
- Teleghma
- El Mechira
- Oued Seguen